# Teatro Campos Elíseos
Para el teatro parisino, véase Teatro de los Campos Elíseos.
El Teatro Campos Elíseos Antzokia, popularmente, El Campos y la Bombonera de Bertendona, es un teatro ubicado en la calle Bertendona de Bilbao, en la provincia de Vizcaya en el País Vasco (España). Inaugurado en el año 1902, es una de las salas más importantes de la capital vizcaína y la más avanzada técnicamente de España.[cita requerida]
Su construcción data de principios del siglo XX, entre los años 1901 y 1902, en plena expansión del ensanche bilbaíno en base al proyecto del arquitecto local Alfredo Acebal. El teatro fue erigido a instancias de su primer propietario, el empresario Luis Urízar Roales, hijo del prohombre bilbaíno Luciano Urízar Echevarría.
En el edificio destaca su fachada diseño del vasco-francés Jean Batiste Darroquy, ricamente decorada, que es la referencia exterior de esta pieza importante de arquitectura modernista en el País Vasco. El teatro está catalogado como Bien de Interés Cultural en la categoría de Monumento.

## Historia
A mediados del siglo XIX, Bilbao salta la ría del Nervión y urbaniza lo que entonces eran terrenos de la anteiglesia de Abando, que finalmente quedaría absorbida como ensanche de la Villa. En esta área se construyeron edificios relevantes durante la segunda mitad del siglo XIX y principios del siglo XX.
Siguiendo los planos de Alfredo Acebal, el 3 de mayo de 1901 daba comienzo su edificación sobre los terrenos que entonces ocupaban los Jardines de los Campos Elíseos (desaparecidos a mediados del siglo XX), siendo inaugurado el teatro un año después, el 7 de agosto de 1902; fechas ambas que han sido objeto de confusión en varios libros de Bilbao que dan noticia de un incendio que nunca existió, supuestamente producido en la inauguración y que obligó a reinaugurar el teatro.
El diseño de Acebal se complementó con el que hizo Darroquy para la fachada principal. Todo ello en el más puro estilo modernista con decoración "art nouveau" en la que destacan las cerámicas del eibarrés Daniel Zuloaga.
El diseño original fue cambiado por su autor antes de acabar la obra. Años después, en 1920, Félix Agüero construyó una nueva escalera de acceso que en 1943 sería cambiada por otra junto a la reforma de los accesos de público realizada  por Manuel Cabanyes, al haberse vendido el espacio de la escalera imperial de acceso al primer piso y del vestíbulo o foyer. También se demolió todo un pabellón para conseguir tres nuevas alturas.
En abril de 1978 una bomba puesta por ETA militar en el patio de butacas causó grandes daños al teatro. ETA intervino con esta bomba en el conflicto laboral que mantenían los trabajadores del teatro con sus propietarios, la empresa Trueba, los cuales mantenían una huelga de dos meses de duración. Los arquitectos Rufino y Pedro Basáñez realizaron las obras de reparación tendentes a conservación y restauración del edificio que se reinauguró en agosto de 1980. 
Durante algún tiempo, el década de los años 90 del siglo XX, fue sede de la Orquesta Sinfónica de Bilbao. En 1991 lo adquirió el ayuntamiento de Bilbao y en el año 1994 el ayuntamiento encargó a Jesús Aldama obras de consolidación del edificio de carácter estructural para resolver dos problemas graves: las filtraciones del agua de lluvia a través de los muros y la estabilidad de la estructura. La solución aportada por Aldama fue la de realizar una nueva cubierta que "cosiera" el edificio. Estas obras se realizan entre los años 1995 y 1997.
Se rehabilitó la fachada en 1997 y quedó pendiente, por problemas presupuestarios, el interior. En el año 2002 se trató de nuevo de la recuperación del edificio.
En el año 2003 la Sociedad General de Autores y Editores (SGAE) firmó un acuerdo con el ayuntamiento de Bilbao para la restauración y rehabilitación integral de teatro. En él, el ayuntamiento y la SGAE participaban al 50 % del teatro quedando la gestión en manos de la Fundación Autor, de la SGAE, por un plazo de 30 años a cambio del pago de un canon.
La reforma fue proyectada por la Fundación Labein y la realizó el Gabinete de Arquitectura del Ayuntamiento de Bilbao junto a un arquitecto delegado por la SGAE. La reforma integral del teatro  respetaba el estilo arquitectónico y la decoración original, pero incrementaba espacios y volúmenes y actualizaba todas sus dotaciones e instalaciones para las más modernas técnicas representativas.
La remodelación hace pasar al teatro de tener 5000 metros cuadrados a 7300, incrementando la altura del edificio e integrando un edificio de viviendas contiguo. El coste total se ha situado en 27 millones de euros. Tras varios retrasos en el proyecto, el 11 de marzo de 2010 se inauguró el "Teatro Arteria Campos Elíseos Antzokia" integrado en la red de espacios escénicos Arteria, dependiente de Fundación Autor de la SGAE.
El 15 de agosto de 2017 se anunció el traspaso de la explotación del teatro a la empresa de nueva creación formada por Clece, encargada de los Teatros del Canal y el Auditorio del Escorial; y el Grupo Marquina, que lleva el recinto del mismo nombre y el Príncipe Gran Vía, a expensas de obtener el visto bueno del Ayuntamiento.
La nueva sociedad gestora es Klemark Espectáculos Teatrales. El teatro sale de la red Arteria y se vuelve a denominar Teatro Campos Elíseos Antzokia.

### La remodelación

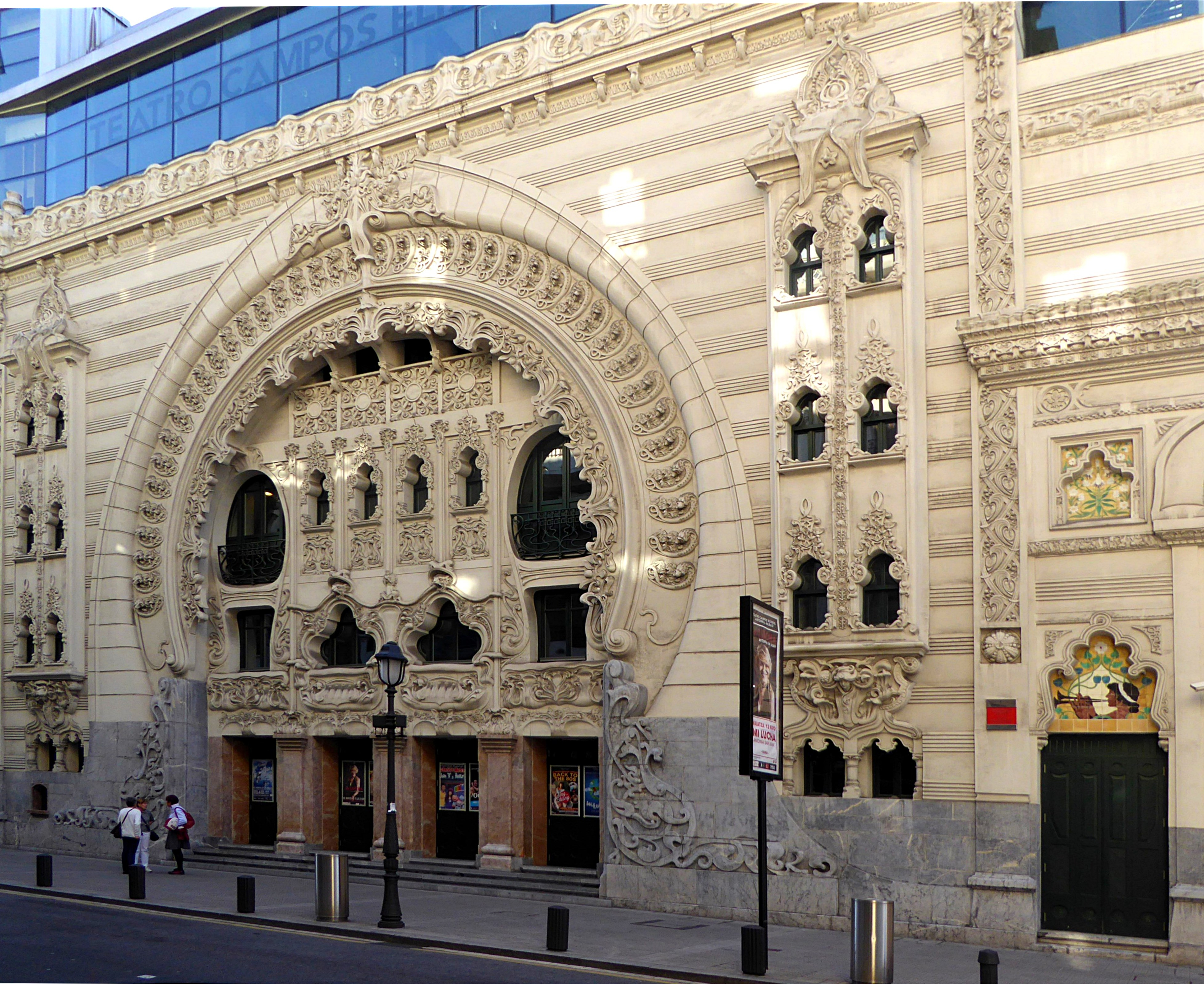
Fachada principal remodelada.

La remodelación integral a la que se ha sometido el recinto teatral ha tenido en cuenta el valor monumental del edificio y en espacial de la fachada principal, el vestíbulo de acceso, la sala y el proscenio. Se ha buscado la vuelta a los elementos originales deshaciéndose de los añadidos posteriores sin valor.
Las necesidades funcionales y la adecuación a las normativas actuales obligaban a un aumento del volumen de efectivo del edificio. Aparte del teatro y los servicios asociados al mismo, se han instalado en el edificio las oficinas y los servicios de formación dependientes de la SGAE.
Para satisfacer estas cuestiones se han seguido las siguientes líneas de actuación; 
- Anexión de la planta baja de un edificio contiguo para ampliar la zona de trabajos ligaros al escenario, así como la entrada de técnicos y artistas.

- Crecimiento vertical para ubicar los servicios administrativos y la sala polivalente.

- Excavación de un sótano debajo del área escénica para servicio de la misma.[12]

## Características de las instalaciones
Tal y como preveía el convenio entre la SGAE y el ayuntamiento de Bilbao el teatro Campos Elíseos se convirtió  en un espacio cultural relevante de la capital vizcaína. El teatro pasó de tener 5000 metros cuadrados a 7891, incrementando la altura del edificio e integrando un edificio de viviendas contiguo. El espacio cultural consta dos salas de representación: la Sala Teatro y la Sala Cúpula (con un aforo inicial de 805 y 250 butacas cada una). En sus 7300 m² se construyeron  camerinos, espacios multiusos, aulas con capacidad para 35 personas, el Taproom La Salve y las instalaciones de la Fundación SGAE. Hay numerosas salidas de emergencia y acceso e información para discapacitados en todas las plantas. Quedando  espacio con las siguientes características:
- Área construida: 7891 m².
- Aforo de la sala principal: 805 personas.
- Aforo de la sala principal con el patio de butacas escamoteado: 1120 personas.
- Aforo del espacio multiusos: 250 personas.
- Capacidad de las aulas: entre 30 y 100 personas.
- Espacio de exhibición artística y multimedia.
- Punto de información cultural.
- Tienda TRAMART.
- Cafetería, restaurante y servicio de catering.

En el edificio se ubican las instalaciones de la delegación territorial de la Sociedad General de Autores y Editores y la Fundación Autor.
En el año 2017 se  realizan algunas modificaciones en los servicios; se redujo el aforo de la sala principal a 756 localidades de las cuales 652 tienen buena visibilidad; se cerraron "Taproom La Salve", la cafetería restaurante, la "Tienda TRAMART" y el punto de información cultural.

### Descripción del exterior

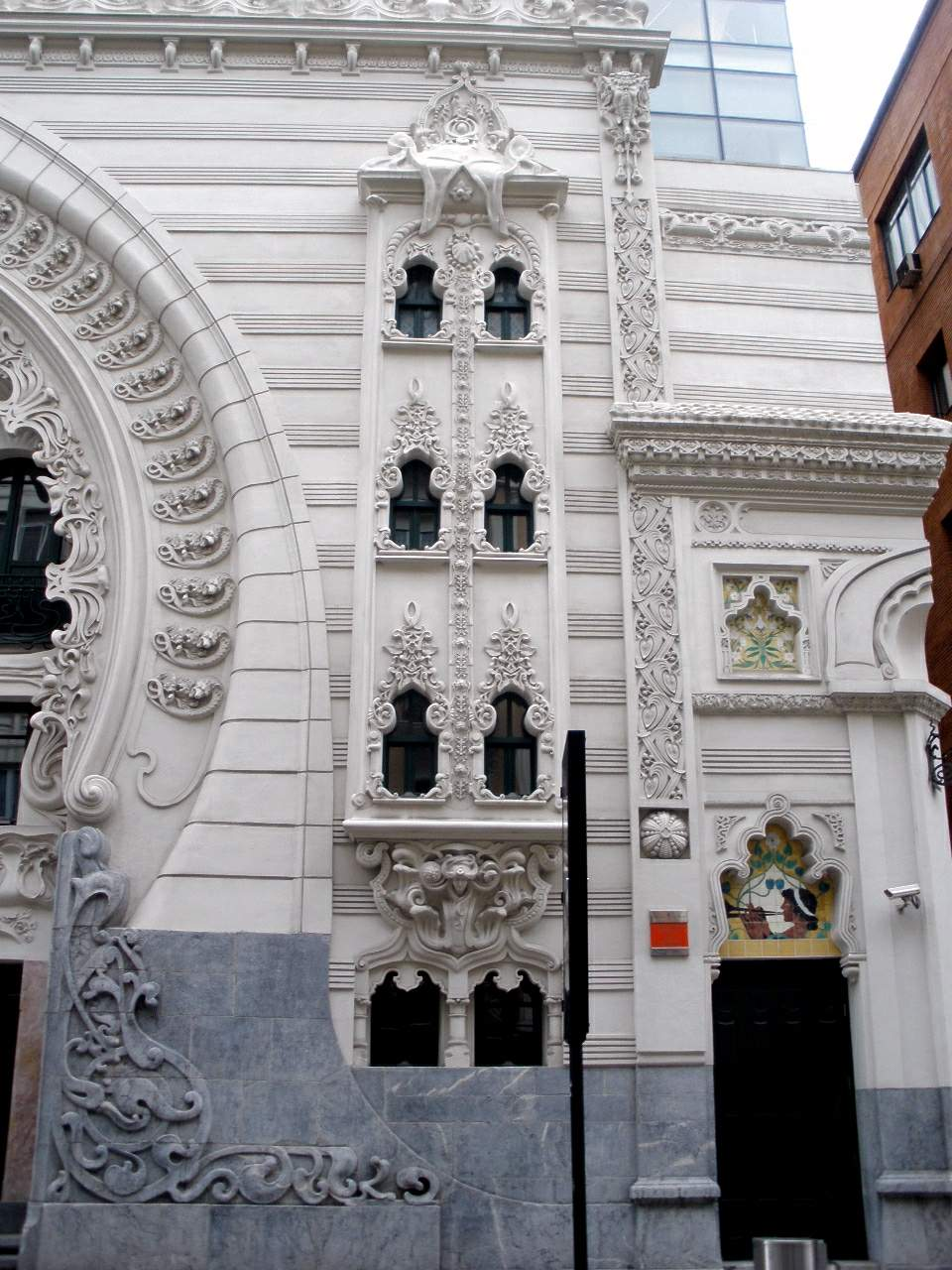
Detalle de la fachada tras la remodelación

El elemento externo más relevante es la fachada principal, por la cual recibe el apelativo de bombonera. En ella destaca el gran arco de herradura de resonancias orientales que circunscribe las puertas de acceso del público. Muy decorada con muchos motivos naturistas, con animales fantásticos y estilizaciones vegetales, incorpora aplicaciones cerámicas con motivos mitológicos. Es obra del vasco francés Darroquy y las cerámicas son de Daniel Zuloaga.
La fachada está realizada en hormigón portland que se importó desde Inglaterra. Los elementos de hormigón se anclan en un muro de ladrillo. De esta forma su realización es independiente del resto del edificio.

### Descripción del interior
Planta baja y vestíbulo

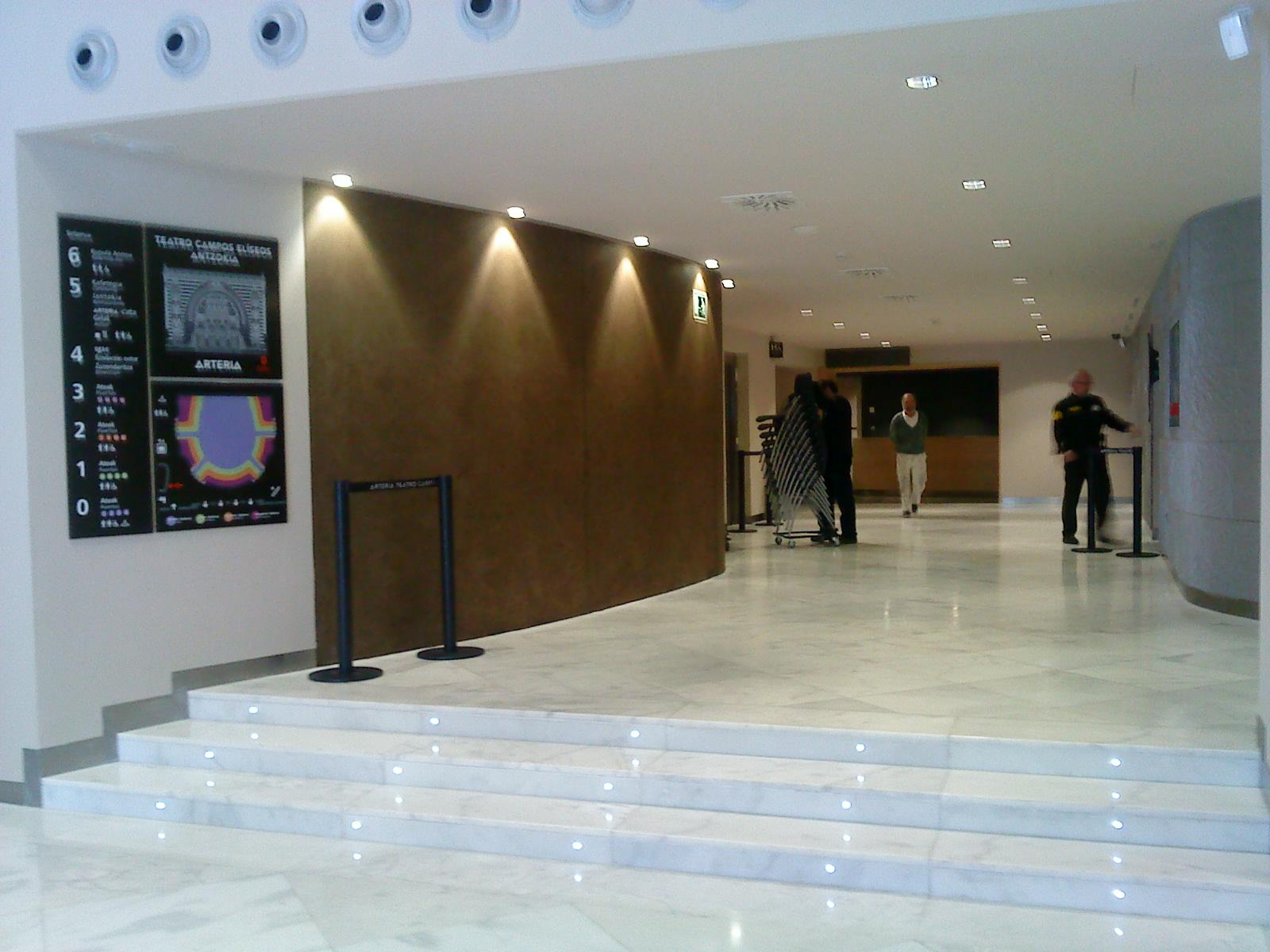
Nuevo hall del Teatro Campos Elíseos en Bilbao

El acceso al vestíbulo del teatro se produce por la puerta que da a la calle Bertendona, puerta que es elemento principal de la gran fachada protegida como Patrimonio Cultural. En el vestíbulo, en primera instancia, se hallan las taquillas. Al fondo, los baños, y a los lados, las escaleras de acceso a las plantas superiores, al lado de los baños, el ascensor. Hay numerosas salidas de emergencia y acceso e información para discapacitados físicos y sensoriales en todas las plantas.
Sala principal

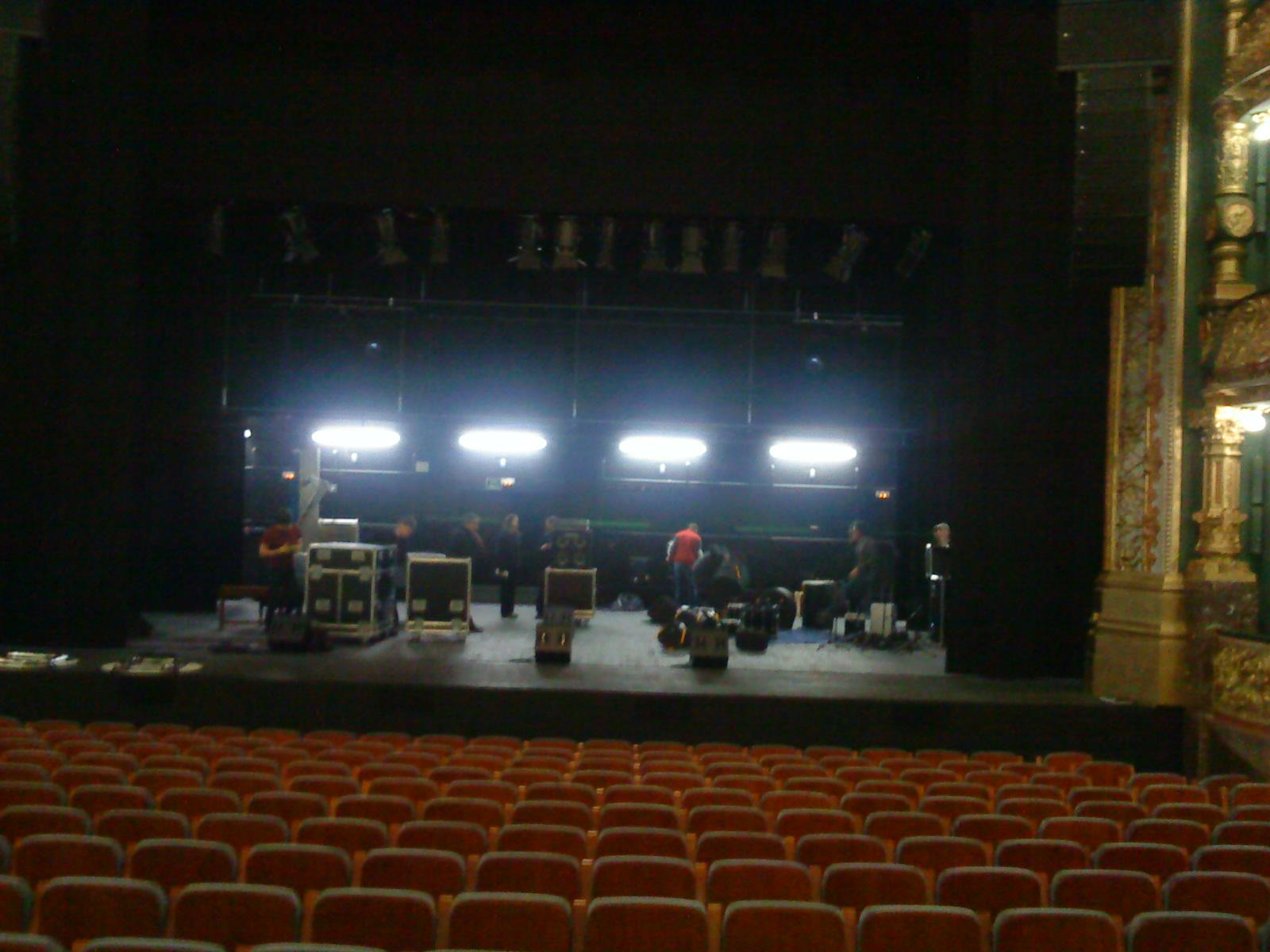
Vista del escenario desde el patio de butacas

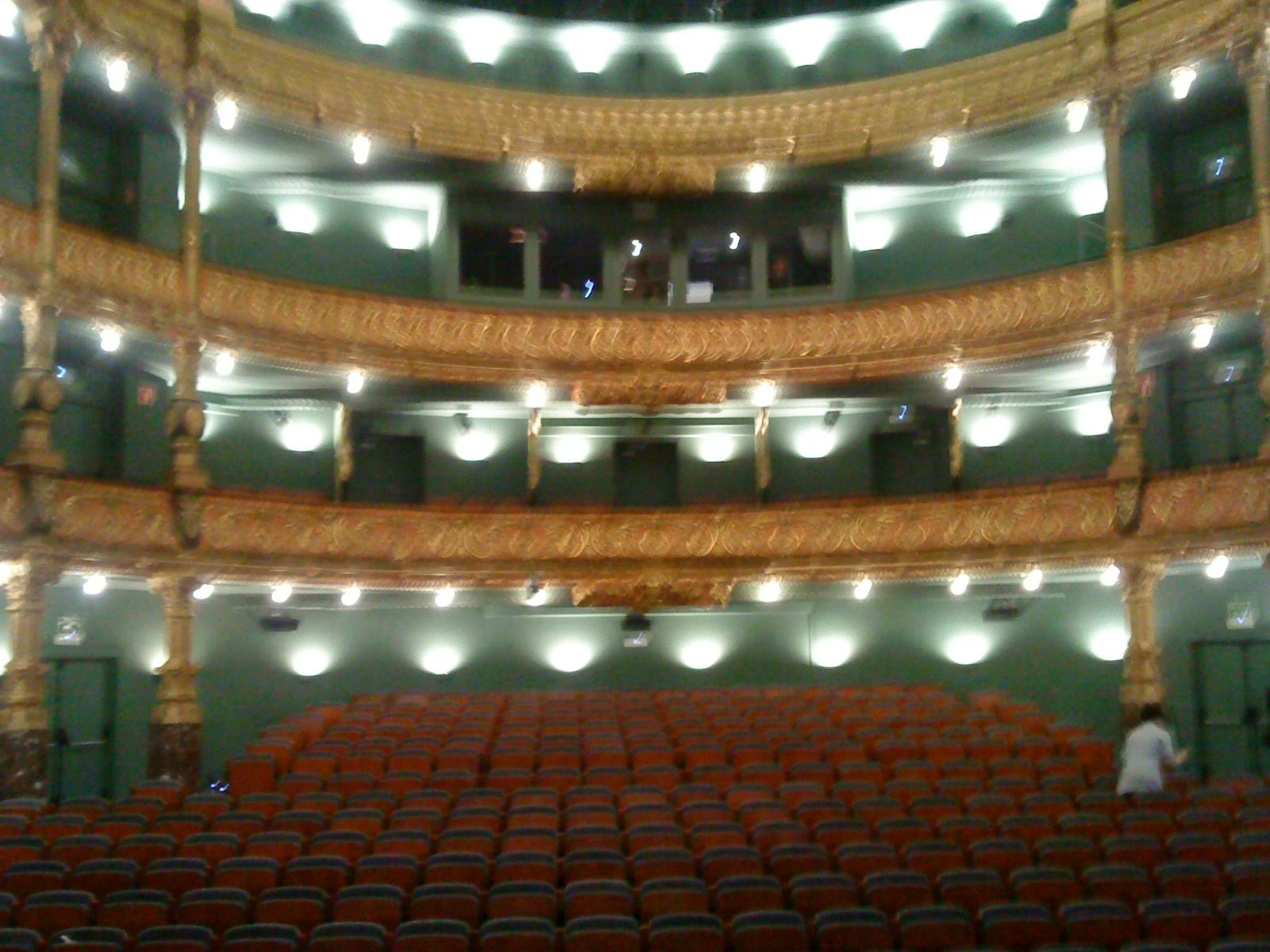
Vista del patio de butacas desde el escenario

La sala principal, en forma de arco de herradura, está decorada según el art noveau francés. En ella destaca el techo de la sala y la ornamentación de vigas y columnas todas ellas metálicas. La estructura está sustentada por seis pilares que se rematan en forma de palmera con semiarcos que van unos hacia la cubierta rematada en cúpula y otros hacia el muro.
Se elevan sobre el patio de butacas tres pisos de palcos a los que se acceden mediante las escaleras de la primera planta. En la última planta se halla la sala VIP. El aforo total es de 756 butacas, de las cuales 469 se hallan en el patio de butacas y el resto en los tres pisos restantes a razón de 110 butacas por piso, en ello el palco lateral es compartimentado. 
El diseño de la sala principal está realizado para obtener una sala polivalente que de cabida a toda clase de eventos,representaciones teatrales, conciertos, eventos, cenas, convenciones, etc. Mediante sistemas mecánicos, que combinan plataformas móviles y butacas escamoteables, se logra configurar el patio de butacas junto al escenario de la forma más conveniente para el evento en cuestión logrando espacios óptimos para el espectáculo o evento a realizar. Se pueden realizar grada, platea plana, cena-espectáculo, etc. La sala principal tiene conexión con las salas de producción audiovisual.
Cuarta planta
En ella se ubican las oficinas de la delegación territorial de la Sociedad General de Autores y Editores, así como la Fundación Autor y la Dirección del espacio.
Quinta planta
La quinta planta es la planta de servicios. En ella se hallan el servicio de cáterin, las salas de audiovisuales y las aulas de formación de la Fundación Autor.
Sexta planta
Acoge la una sala polivalente con capacidad para 225 personas sentadas preparada para cualquier tipo de espectáculo de pequeño-mediano formato, incluido cine digital.
Séptima planta
En ella se ubican instalaciones técnicas de diversa índole.
Sótano
Alberga instalaciones y almacenes.
Los camerinos y las estancias propias de los artistas y resto de personal se ubican en un edificio anexo.